# Гогаевы
Гога́евы (осет. Гогатæ) — осетинская фамилия.

## Происхождение
Гогаевы считаются потомками Хетага и являются выходцами из Цейского ущелья.  Гога в поисках земли направился в Алагирское ущелье и поселился в селе Верхний Цей. Дети его стали носить фамилию производную от имени отца, — Гогаевы. Одна семья из этой фамилии перебралась в Дигорское ущелье и обосновалась в селении Моска.

## Генеалогия
Арвадалта
Родственными фамилиями (осет. æрвадæлтæ) являются Дзалаевы, Дамбеговы, Сурхаевы.
| Компания | Антропоним               | Гаплогруппы                 |
| -------- | ------------------------ | --------------------------- |
| Genotek  | Гогаев Марат Рамазанович | G2a1a1a1 # R1a              |
| YSEQ     | Gogaev [id 6744]         | J2a1* (DYS392=11, DYS438=7) |

## Известные носители
- Александр Батырбекович Гогаев (1921) — председатель Совета старейшин осетинской диаспоры на Украине, полковник в отставке.
- Асланбек Артурович Гогаев (1978) — гендиректор Северо-Кавказской студии кинохроники, депутат парламента Северной Осетии шестого созыва.
- Нина Петровна Гогаева (1977) — российская актриса театра, кино и эстрады.
- Феликс Петрович Гогаев (1939) — директор завода «Топаз», депутат Верховного Совета РСО-Алания. Награждён орденом «Знак Почёта» и тремя медалями.
- Марат Савельевич Гогаев (1992) — художник, живописец, педагог, член Союза художников России.

Наука и образование
- Альбина Леонидовна Гогаева ― кандидат юридических наук, доцент кафедры конституционного и административного права юридического факультета ГГАУ.
- Георгий Павлович Гогаев (1992) ― кандидат технических наук, доцент кафедры «Конструкция и проектирование двигателей» МАИ.
- Казбек Александрович Гогаев (1946) — заведующий отделом Института проблем материаловедения НАНУ, доктор технических наук.
- Олег Казбекович Гогаев ― доктор сельскохозяйственных наук, профессор, ректор Горского государственного аграрного университета.

Спорт
- Алан Казбекович Гогаев (1990) — российский борец, мастер спорта международного класса по вольной борьбе.
- Георгий Валерьевич Гогаев (1995) — российский борец вольного стиля, бронзовый призёр чемпионата России.
- Ибрагим Казбекович Гогаев (1981) — мастер спорта России международного класса по каратэ, первый обладатель чёрного пояса в Северной Осетии.